# Hvardiïske (Crimée)
Pour les articles homonymes, voir Hvardiïske.
Hvardiïske (en ukrainien : Гвардійське), Gvardeïskoïe (en russe : Гвардейское) ou Sarabuz (en tatar de Crimée) est une commune urbaine située dans la république autonome de Crimée, en Ukraine, occupée par la Russie depuis 2014. Sa population s'élevait à 12 711 habitants en 2013.

## Géographie
Hvardiïske est située dans la zone des steppes de Crimée, à 18 km au nord de Simferopol, sur le petit fleuve Salhir.

## Histoire
La gare ferroviaire de Sarabouz fut créée en 1873, devenant un important centre pour le transport de céréales. Le 21 août 1945, par décret du Présidium du Soviet suprême de la RSFS de Russie, Spat[Quoi ?] fut renommée Hvardiïske. La ville possède aussi la base aérienne de Hvardiïske.
Le 16 août 2022, durant l'invasion de l'Ukraine par la Russie une attaque ukrainienne sur la base aérienne de Hvardiïske détruit une  douzaine d'avions russes.

## Population
Recensements (*) ou estimations de la population :
| 1926* | 1939* | 1959*  | 1970*  | 1979*  |
| ----- | ----- | ------ | ------ | ------ |
| 539   | 3 848 | 11 414 | 10 819 | 12 322 |

| 1989*  | 2001*  | 2011   | 2012   | 2013   |
| ------ | ------ | ------ | ------ | ------ |
| 14 062 | 12 554 | 12 620 | 12 660 | 12 711 |